# Носач, Татьяна Михайловна
Татьяна Михайловна Носач (род. 3 августа 1953, село Новомихайловка ныне Черниговского района Запорожской области) — украинский советский деятель, доярка колхоза имени Ленина Черниговского района Запорожской области. Депутат Верховного Совета СССР 10-11-го созывов.

## Биография
Родилась в крестьянской семье Михаила Никитича и Марии Яковлевны Сиводид. В 1968 году окончила восемь классов Новомихайловской школы Черниговского района Запорожской области.
В 1968—1970 годах — телятница, с 1970 года — доярка колхоза имени Ленина села Новомихайловка Черниговского района Запорожской области. Член ВЛКСМ .
Образование среднее специальное. В 1976 году без отрыва от производства окончила среднюю школу, а в 1982 году — совхоз-техникум «Победа» Запорожской области.
Потом — на пенсии в селе Новомихайловке Черниговского района Запорожской области.

## Награды
- орден Трудовой Славы III ст.
- медали